# دیلمستان
دیلمستان یا دیلم نام سرزمینی در کوه‌های البرز و در امتداد ساحل دریای خزر در شمال قزوین، بین گیلان در غرب و تبرستان (مازندران) در شرق بود. این سرزمین در دوران پیش از اسلام با نام دلوم شناخته می‌شد و ازشمال با سرزمین گلان و از شرق با سرزمین تپورستان همسایه بود.این سرزمین در دوره‌های اسلامی تمام پهنه‌های گیلان را در بر می‌گرفت که در سده‌های بعد از اسلام تا سده‌های هفتم هجری، در نهایت با افول قدرت دیلمیان، و چیره شدن  خلفا به تدریج به کنترل گروه های مردمی گِلاها و تال ها افتاد 

## نام سرزمین دیلم

### الیمایس
نخستین بار در اواخر قرن دوم میلادی بطلمیوس از الیمایس (Elymaís) به عنوان محلی که در شمال قومس و در جنوب شرقی ری و غرب تپورها واقع شده بود، اشاره می‌کند.
بطلمیوس(۹۰–۱۶۸ میلادی) در کتاب ۶، فصل ۲، بخش ۶ از جغرافیای خود که دربارهٔ سرزمین ماد هست، از منطقه ای به نام الیمایس (elymais) یاد کرده است که در شمال قومس قرار داشت و از آنجا تا سرچشمه رود چرینداس (charindas river) تپورها ساکن بودند که به اعتقاد یوزف مارکوارت ایلمایس همان دیلم است. بطلمیوس می‌نویسد سرزمین قومس (choromithrena) تا پارت ادامه می‌یابد و در شمال آن الیمایس (elymais) هست، از آنجا تا سرچمشه‌های رودخانه چرینداس (charindas) مناطقی هستند که تپوری‌ها (tapuri) ساکن هستند.

### دِلمونْک
موسی خورنی مورخ ارمنی قرن پنجم میلادی از سرزمین دیلم با عنوان دِلمونْک (delmunk) یاد کرده است.

### دلموک
سبئوس مورخ ارمنی قرن هفتم میلادی از سرزمین دیلم با عنوان دلموک (delmuk) یاد کرده است.

### دیلُم
در عصر ساسانی به این سرزمین دیلُم (dēlum) گفته می‌شد.

### دَیلَم
در دوران اسلامی مورخان اسلامی از این سرزمین با عنوان دَیلَم (daylam) یاد نموده‌اند.

### دیلمستان
مورخان بومی شمال ایران همچون ظهیرالدین مرعشی از سرزمین دیلم با عنوان دیلمستان (deylamestan) یاد نمود.

## گسترهٔ دیلمستان
نام دیلمان مشتق از دیلمان است و دیلم نام طایفه‌ای است که در ناحیهٔ کوهستانی مشرق سفیدرود زندگی می‌کردند. وسعت این ناحیه هرگز تا بیش از یک منزلی مغرب ناحیهٔ کلار در طبرستان نبوده است. اما زمانی که فرمانروایان دیلم بر طبرستان چیره شدند مخصوصاً در زمان قدرت آل بویه و در اوج اقتدار آنها به نظر می‌رسد که این نام به تمام نواحی کوهستانی از شمیران در طارم تا دشت گرگان اطلاق می‌شده است.
در زمان باستان، دیلمستان به مناطق کوهستانی گیلان کنونی اطلاق می‌گشته است اما گاهی این واژه به تمام گیلان یا حتی کل کرانهٔ جنوبی دریای خزر اطلاق می‌شده است.
منطقهٔ دیلمان گاهی به مناطق وسیع‌تری اطلاق شده است؛ برای مثال در تاریخ یمینی عنوان شده: در قرن چهارم و پنجم در لشکر محمود غزنوی چند هزار نفر از رزمندگان دیلمی بودند که از طرف آل زیار برای کمک به سلطان غزنوی فرستاده می‌شدند، همراه با پنجاه هزار دینار باج سالیانه.
این نیرو از جرجان، تبرستان، قومس (بسطام و سمنان) و دامغان تأمین می‌شدند که کلاً این مناطق به عنوان دیلم می‌شناختند و سربازان اعزامی از این مناطق به غزنه را به عنوان سربازان دیلم می‌شناختند.
ابن حوقل می‌نویسد: بزرگ‌ترین شهر طبرستان شهر آمل و در زمان ما حاکم‌نشین آنجاست. از پلور تا آمل یک منزل است و از آمل به شهر میله دو فرسخ و از میله تا تریجی دو فرسخ و از تریجی به ساری یک منزل و از ساری تا استرآباد چهار منزل و از استرآباد تا گرگان دو منزل راه است و از آمل تا ناتل یک منزل و از ناتل تا چالوس یک منزل و به سمت دریا تا عینِ الهم یک منزل است. ابن حوقل می‌نویسد: شهرهای آمل، چالوس، کلار، رویان، میله، تریجی، عین الهم، مامطیر، ساریه و طمیسه جز ولایت طبرستان است. راه آمل به دیلم چنین است: از آمل به ناتل یک منزل و از ناتل به چالوس یک منزل و از چالوس به کلار یک منزل و از کلار به دیلم یک منزل است. ناحیه دیلم شامل سهل و جبل است: سهل از آن گیلان است که در کناره دریای خزر زیر کوه‌های دیلم گسترده شده است و ساکنان این کوه‌ها دیلم محض اند و کوه‌هایی استوار است و سرزمینی که پادشاه در آنجا بود طارم نامند و مقام آل جستان در آنجاست.
اصطخری می‌نویسد: آمل، ناتل، چالوس، کلار، رویان، میله، برجی، چشمهٔ الهم، ممطیر، ساری، مهروان، لمراسک و تمیشه در شمار طبرستان است. راه آمل به دیلم از آمل به ناتل یک مرحله و از ناتل به چالوس یک مرحله سبک و از چالوس تا کلار یک مرحله و از کلار تا دیلم یک مرحله است. زمین دیلمان بهری کوهست و بهری هامون. آنچه هامون است گِلان است بر کنار دریای خزر در زیر کوه‌های دیلمستان. پادشاه دیلمی آنجا مقام دارد و آن را رودبار خوانند.
ابوالقاسم بن احمد جیهانی در کتاب اشکال‌العالم می‌نویسد: از شهرهای طبرستان: آمل، ناتل، چالوس، کلارودان، عین الهم، مامطیر، ساری، تمیشه، استرآباد، جرجان، آبسکون و دهستان است. راه آمل به دیلم، آمل تا ناتل از آنجا تا سالوس و از آنجا تا کلار و از آنجا تا دیلم است.
مطلبی دیگری از کتاب حدودالعالم من‌المشرق إلی مغرب به تألیف ۳۷۲ ه‍.ق که در کتاب «مازندران در تاریخ» نیز بدان اشاره شده است به گونه‌ای دیلمستان را تعریف می‌کند که تداعی‌کنندهٔ منطقهٔ عباس‌آباد تا سیاهکل امروزی می‌باشد: دیلمستان میان تبرستان و کوهستان (جبال) و گِلان است. مردمان آن دو گروه هستند: یک گروه بر کران دریا باشند. گروه دیگر در کوهستان‌ها، و گروهی هم میان آن دو؛ این منطقهٔ دیلمستان که بر کران دریا است ده ناحیه است، چون: لنزا، واریوا، لنگا، مرد، چالک رود، کرک رود، دیناررود، جودا هنجان (جواهرده نتهیجان)، رودبار، هوسم (رودسر). و از پس پس کوه برابر این ده ناحیت سه ناحیت بزرگست چون: وستان، شیر، پژم، و هر ناحیه از ناحیت‌ها، ناحیت‌ها و ده‌های بسیارست و این همه اندر مقدار بیست فرسنگ است اندر بیست و پنج فرسنگ. و این ناحیت دیلم ناحیتیست آبادان و با خواسته و مردمان وی همه لشکری اند یا برزیگر و زنانشان نیز برزیگری کنند و ایشان هیچ شهری با منبر نیست و شهرشان کلار است و چالوس.
به نقل از حدودالعالم من‌المشرق إلی مغرب تمیشه، لمراسک، ساری، مامطیر، تریجی، میله، آمل، الهم، ناتل، رودان، چالوس و کلار در شمار طبرستان هستند. به گزارش مؤلف حدود العالم ناتل، رودان، چالوس و کلار شهرک هایی‌اند اندر کوه و شکستگی‌ها و این ناحیتی است هم از طبرستان و لکن پادشاهی دیگر است و پادشاه آن استندار خوانند.
به نقل از حدودالعالم من‌المشرق إلی مغرب سرزمین گِلان ناحیه‌ایست  پشت دیلمستان و جبال و آذربایگان و دریای خزران و این ناحیتی‌ست بر صحرا نهاده میان با آب‌های روان بسیار، یکی رودیست عظیم سپیدرود خوانند، میان گِلان ببرد و به دریای خزران افتد، و این گِلان دو گروه‌اند، یک گروه میان دریا و این رودند و ایشان را «از این سوی رودی» خوانند و گروهی دیگر میان رود و کوهند ایشان را «از آن سوی رودی» خوانند، اما «ازین سوی رودیان» را هفت ناحیتست بزرگ چون: لافجان، میالفجان، کشکجان، برفجان، داخل، تجن، جمه؛ و اما آنک «از آن سوی رودیان» اند ایشان را یازده ناحیتست بزرگ چون حانکجان، نَنَک، کوتم، سراوان، پیلمان شهر، رشت، تولیم، دولاب، کهن روذ، استراب، خوان بلی
به عنوان سندی دیگر به حدود این منطقه می‌توان به تاخت‌وتاز اعراب به دیلمستان  توجه کرد. یاقوت حموی نوشته است: حجاج بن یوسف دستور داد میانهٔ قزوین و واسط (شهری نزدیک کوفه)، بلندی‌هایی ساختند که هر زمان در قزوین با دیلمستان جنگ روی می‌دهد در این بلندی‌ها آتش روشن کنند تا همگان آگاه شوند. حجاج پسر خود را با لشکری به تاخت و تاز دیلمستان فرستاد. حجاج، عمر بن هانی را به جنگ دیلمستان فرستاد.
در قرون چهارم و پنجم هجری، طارم نیز بخشی از دیلمستان محسوب می‌شد.
این همه تاخت‌وتاز به دیلمان که در سدهٔ اول هجری روی داد نه از راه گیلان، نه از راه دریا، نه از راه گرگان و مازندران که تماماً از ری و قزوین است.

## حاکمان دیلم
تقریباً مدت دو قرن یعنی از سال ۲۱۰ تا ۴۵۰ قمری منطقه دیلمستان به وسیلهٔ جوستانیان اداره می‌شد. حکومت جستانیان به‌وسیلهٔ استنداران رستمدار برچیده شد و پس از سقوط دیلم به دست عده ای از شاهزادگان کم قدرت افتاد و در سال ۷۷۰ به مدت ۹ سال کیا سیف الدین کوشیج اسمعیلی حاکم دیلمستان شد تا اینکه وی به دست سپاهیان سید علی کیا به قتل رسید و دیلمستان به دست کیاییان گِلان افتاد ولی در سال ۸۱۹ امیر کوشیج دیگری به سلطنت دیلمستان رسید در حالی که کیا و جهانشاه کیا کوشیج از امرا خرگام بودند. در سال ۸۲۰ قمری دیلمستان برایی آخرین بار به‌وسیلهٔ والی بیه پیش به قلمرو او ملحق گردید تا اینکه در سال ۱۰۰۰ قمری دیلمستان توسط شاه عباس فتح شد.
در سده‌های بعد از اسلام تا سده‌های هفتم، هشتم و نهم هجری، که با افول قدرت دیلمیان، و برآمدن تدریجی گِل ها همراه بود، این نام به تمام پهنهٔ گیلان کنونی اطلاق می‌شد.
- احمد کسروی در مورد دیلمستان می‌نویسد:

«ولایت جنگلی و کوهستانی که در نقشهٔ امروزی ایران، گیلان نام دارد، در زمان ساسانیان به دیلمان یا دیلمستان معروف بود. چه این ولایت از روزی که در تاریخ‌ها شناخته شده نشیمن دو تیره مردم بوده که تیره‌ای را «گیل» و دیگری را «دیلم» می‌نامیدند. گیلان یا تیره گیل در کناره‌های دریای خزر در آنجاها که اکنون رشت و لاهیجان است می‌نشستند و با آذربایگان (آذربایجان) و زنگان (زنجان) نزدیک و هم‌سامان بودند؛ ولی دیلمان در کوهسار جنوبی آن ولایت در آنجاها که اکنون رودبار و الموت است جای داشته و بیشتر با قزوین و ری همسایه و نزدیک بودند.»

رابینو، در کتاب ولایات دارالمرز ایران: گیلان نیز از دیلمستان نام می‌برد و می‌نویسد که:

زمانیکه فرمانروایان دیلم، طبرستان را اشغال کردند، مخصوصاً در زمان قدرت آل بویه و در اوج اقتدار آن‌ها به نظر می‌رسد که این نام به تمام نواحی کوهستانی از شمیران در طارم تا دشت گرگان اطلاق می‌شده است.

دهخدا با نقل قول از سفرنامهٔ ناصرخسرو دربارهٔ دیلمیان و دیلمستان می‌نویسد:

دیلمیان مردم دیلمی ساکن سرزمین دیلمستان بودند و آل بویه خانواده‌ای دیلمی از سرزمین دیلمان بودند که از ۳۲۰ تا ۴۴۸ ه‍.ق در ایران و عراق فرمانروائی داشته‌اند. آل بویه را نظر به دیلمی بودن، دیالمه نیز خوانده‌اند.

ابن اسفندیار ترجمهٔ عربی عبدالله بن مُقَفّع از متن پهلوی «نامهٔ تنسر، دانای فارس، هربذ هرابذهٔ اردشیر بابک» را، که در پاسخ به «نوشتهٔ جُشْنَسْف شاه، شاهزادهٔ طبرستان» بوده، در تاریخ طبرستان نقل کرده است. در عنوان این نامه از گشنسب به عنوان شاه و شاهزادهٔ طبرستان، فرشواذگر، جیلان، دیلمان، رویان و دنباوند یاد شده است. وی به نقل از ابن مقفّع می‌نویسد:

«چون تنسر نام شاه طبرستان بخواند جواب نبشت بر این جمله که: از گشنسف، شاه و شاهزاده طبرستان و فدشوارگر و جیلان و دیلمان و رویان و دماوند، نامه‌ای پیش تنسر، هربد هرابده، رسید، خواند و سلام می‌فرستد و سجود می‌کند و هر صحیح و سقیم که در نامه بود مطالعه رفت و شادمانه شد.»
دکتر پرویز ناتل خانلری نیز دربارهٔ زبان دیلمی می‌نویسد.
- اصطخری در کتاب ممالک و مسالک حدود سرزمین دیلم را چنین می‌نویسد:
 اول از ناحیت جنوب قزوین و طارم و چیزی از آذربایجان و طرفی از ری است. از جهت شمال دریای خزر. از جهت مغرب طرفی از آذربایجان و بعضی از ری. از جهت مشرق متصل می‌شود در بقیه ری و طبرستان.[۳۷]